# Nunchaku
El nunchaku (japonès: ヌンチャク nunchaku; xinès: 雙節棍 shuāng jié gùn, 兩節棍 liǎng jié gùn, o 二節棍 èr jié gùn) és una arma d'arts marcials asiàtiques. Aquesta arma està formada bàsicament per dos pals d'entre 3 i 6 dm units en els seus extrems per una soga.
Amb lleugeres variacions en la seua forma, també és emprat en les arts marciales filipines amb el nom de tabak-toyok. La mateixa tècnica de Bruce Lee amb els nunchakus fou apresa del seu deixeble, i mestre d'estes arts, Dan Inosanto.
El sansetsukon (三節棍 sān jié gùn, d'origen xinès) és una arma similar al nunchaku, però amb tres vares en lloc de dues.

## Història
Sobre la invenció del nunchaku, hi ha tres hipòtesis molt reconegudes. La primera diu que eren utilitzats per les dones per baixar els fruits més alts de la copa dels arbres, llançant cap amunt perquè trenquessin la unió entre la tija i el fruit. La segona diu que eren utilitzats com brida per als cavalls, i, finalment també es diu que va ser utilitzat per desgranar l'arròs, separant el gra de la palla, colpejant amb ells les espigues posades en una malla.
Aquesta arma té un gran nombre de variacions. Les més importants són la que podria dir-se és la seva arma germana o bastó de tres seccions provinent de la Xina, el sansetsukon, i el sanbon nunchaku, que és molt semblant al sansetsukon només que en aquesta les seccions de fusta són de la mateixa mida que en el nunchaku. Una altra versió d'aquesta arma, el Kuruman-Bo, que és un Bo (o bastó llarg de 183 cm) amb una corda en un dels seus extrems que l'uneix a un tros de fusta més petit de 30 cm, és una arma molt poc coneguda. Altres variants d'aquesta arma són: el yon-setsukon, que no és més que un nunchaku de quatre seccions on cadascuna d'aquestes és de la meitat de les d'un nunchaku comú i el sanhokon que és com un nunchaku comú des de la corda o cadena en surt una altra amb una altra secció de fusta igual a les altres dues. Una última variant més coneguda a la Xina és el sanchaku que és una arma de tres seccions de fusta que s'usa per bloqueig-atac.

## Estructura

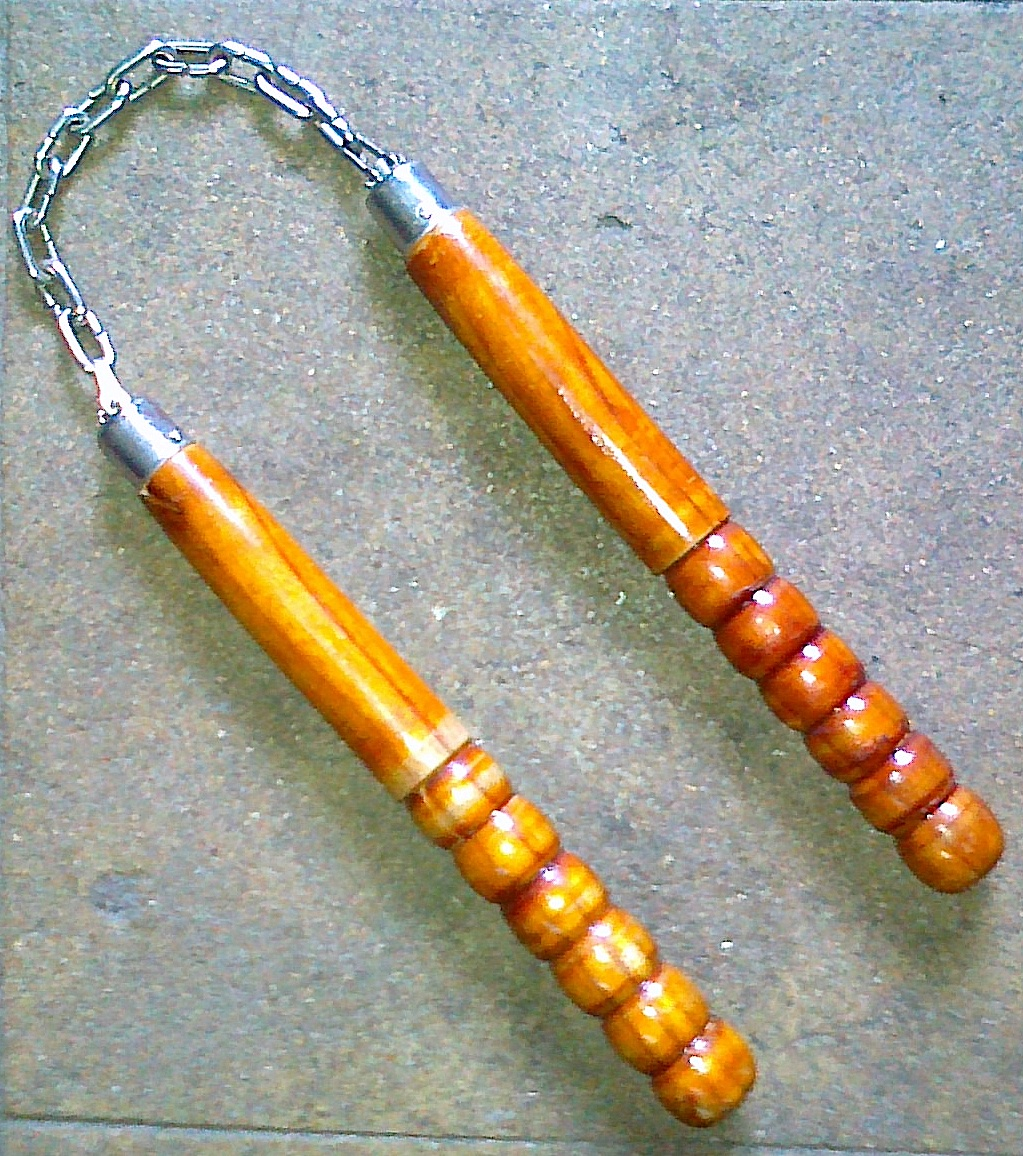
Nunchaku de fusta i cadena metàl·lica.

La simple evolució del garrot primitiu al bastó, l'arma més difosa en tota cultura, ens brinda el nunchaku de dos segments de fusta (anomenats Moto), o qualsevol altre material dur, de forma octogonal o cilíndrica de 33 cm, aproximadament, els quals es troben units per un segment (anomenat Himo) que podia ser de pèl de cavall o palla d'arròs trenada. En alguns casos, era substituït per una cadena per poder resistir l'atac d'una arma de tall. La longitud de la corda o la cadena podia variar d'alguns centímetres a diverses desenes de centímetres segons la utilització que se li donés.
Com en el cas dels tridents o Sai (arma) i la Tonfa o macana, la longitud dels pals del Nunchaku, han de permetre la protecció completa de l'avantbraç, i les seves dimensions han de ser acords al cos de l'usuari.

## Efectivitat
És considerada una arma efectiva en una persona molt entrenada, a causa de la gran coordinació que es necessita per manejar a velocitat. L'efectivitat en el cop ve donada per la velocitat instantània de l'extrem (que dependrà de la força aplicada) i la duresa, pes i perfil del material amb què està construït. S'aplica per donar cops a les mans, cames, tronc i al cap de l'oponent. O bé com a complement a atrapis, luxacions, escombrats, llançaments i estrangulacions. En moviment el nunchaku pot arribar a la meitat de l'arc tangent de la seva trajectòria, velocitats de més de 100 km/h pot fracturar una mà, un crani o una cama. La longitud de la corda és més o menys d'uns 4 dits de longitud.

## Conservació
Per al nunchaku de fusta és aconsellable (encara que no estrictament necessari) netejar el nunchaku amb un drap humitejat en oli d'oliva o qualsevol altre tipus d'oli vegetal per fer-lo més fàcil d'agafar i per evitar que es decolori, mantenint el color original (ja que la capa d'oli substitueix el vernís perdut) però compte, si no s'aplica bé pot quedar enganxós. En copejar objectes de gran duresa la fusta del nunchaku pot estellar-se i aquestes estelles poden danyar les mans. Per evitar-ho, es pot embolicar acuradament cel·lofana d'oficina (és ample, lleuger, de perfil prim, transparent i molt resistent un cop enganxat) al voltant de l'eix en forma d'espiral. Això s'ha de fer amb compte i perfeccionar-se per evitar bombolles d'aire i els relleus produïts per males doblades. D'aquesta manera no necessita ser tractat amb oli i no hi haurà possibilitat que saltin estelles. Per prevenir el desgast de la cera de niló de les cordes pot revestir-se també les extremitats on hi ha major fricció.
Una alternativa a la cinta de cel·lofana és la cinta aïllant que s'estira lleument i fa més fàcil enrotllar en forma d'espiral al voltant dels pals. És també resistent a la humitat (suor) i proporciona una superfície millor per ser agafada que la cinta del celofà.
Molts practicants tradicionals del kobudo deixen la fusta sense cap tractament. Això és degut al fet que els olis al costat del contacte amb la pell poden endurir la fusta. El vernís, la laca i similars també es consideren generalment dolents per a l'arma i no gaire bons per a l'adherència i el control de l'arma, ja que la fusta no absorbiria la suor de les mans. En el cas que l'arma tingui un cordó de niló s'aconsella deixar una mica més de la longitud necessària perquè un cop hi hagi desgast per l'ús es pugui ajustar novament mitjançant un nus, el qual no ha d'interferir amb el moviment dels pals. Addicionalment, cal observar que la longitud de la corda sigui òptima.
Els nunchaku units mitjançant cadena o amb moviment per balins a la part superior dels pals, també poden ser oliats per prevenir el soroll, ja que el desgast d'aquestes parts pot causar que un dels pals es desprengui. L'avantatge dels nuchaku units amb cable és que el desgast és més notori i així es poden prevenir accidents.

## Legalitat
La possessió del nunchaku és il·legal a molts països, com Espanya, Austràlia, Canadà, Xile i el Regne Unit (les lleis anti-nunchaku al Regne Unit van ser aprovades l'any 1991). La legalitat als Estats Units varia a cada estat. Per exemple la possessió del nunchaku és il·legal a Nova York, Califòrnia i Massachusetts, però en altres estats no ho és. A Nova York, l'advocat Jim Maloney ha iniciat un plet demanant declaració que les lleis no es poden fer servir per prohibir la possessió d'un nunchaku, si escau, per a ús pacífic en disciplina d'arts marcials. El nunchaku no necessàriament és de fusta, també hi ha nunchakus de PVC, plàstic o metall, i no és necessàriament de soga, també hi ha nunchakus units per una cadena.
A Alemanya, els nunchaku són il·legals des de l'abril del 2006, quan van ser declarats armes d'estrangulament.
Aquestes prohibicions es van produir en gran part després de l'onada de popularitat de les pel·lícules de Bruce Lee.

## Estil lliure ofreestyle

Persona movent un nunchaku.

L'estil lliure del nunchaku, majorment conegut com freestyle, va començar amb les exhibicions de l'arma de part de Bruce Lee a les seves pel·lícules durant els anys 1960 i 1970. Des de llavors practicants de tot el món han vist en el freestyle una nova forma d'expressió. El freestyle nunchaku no és un art marcial, més aviat és una coreografia, tot i que en molts tornejos d'arts marcials hi ha categories d'estil lliure.

## Ús per a les forces policials
Els nunchaku han estat emprats per alguns departaments de policia nord-americans durant dècades, especialment després de les populars pel·lícules de Bruce Lee de la dècada de 1970. Per exemple, el 2015, la policia de la petita ciutat d'Anderson, Califòrnia, va ser entrenada i desplegada per a usar nunchaku com una forma de força no letal. Van ser seleccionats per la seva utilitat com a arma d'atac i com a eina de control.
El Nunchaku de la Policia d'Orcutt (OPN) ha estat adoptat per més de 200 organismes encarregats de fer complir la llei als EUA. Tot i que podia usar-se com una arma de cop, s'usava principalment com un implement d'unió als canells i els turmells per alleujar el dolor. Eren molt efectius en aquest sentit, però l'ús inadequat s'havia associat amb lesions com ara trencaments d'extremitats que van portar a la seva eliminació gradual.

## Associacions esportives

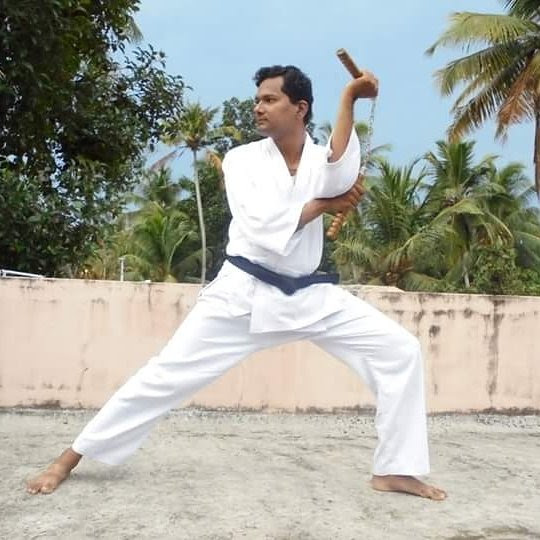
Lluitador d'arts marcials fent pràctiques amb un nunchaku.

Des de la dècada de 1980, hi ha hagut diverses associacions esportives internacionals que organitzen l'ús del nunchaku com a esport de contacte. Les associacions actuals solen realitzar baralles de "semi-contacte", on estan prohibits els cops severs, a diferència de les baralles de "contacte". Les partides "Full-Nunch", per altra banda, no tenen limitacions quant a la gravetat dels strikes i el knockout està permès.
- American Style Nunchaku Federation (ASNF): Fundat pel Gran Mestre Michael Burke el 1992 i s'enfoca en formes de torneig i Katas.
- North American Nunchaku Association (NANA): Fundada en 2003 en California por Sensei Chris Pellitteri, NANA ensenya tots els aspectes del nunchaku, tradicional i d'estil lliure, individual i doble.
- World Amateur Nunchaku Organization (WANO): Fundada per Pascal Verhille a França el 1988.
- Fédération Internationale de Nunchaku de Combat et Artistique (FINCA): Fundada per Raphaël Schmitz a França el 1992 com una fusió de les associacions dissoltes WANO i FFNS (Fédération Française de Nunchaku Sportif). El seu nom actual és Fédération Internationale de Nunchaku, Combat complet et Arts martiaux modernes et affinitaires (FINCA).[13] Una baralla amb les regles de FINCA dura dues rondes de dos minuts. No cal canviar ni la branca del nunchaku ni la mà abans de copejar, només una correcta recuperació. No hi ha parades durant la baralla, excepte per pèrdua, alçament o penalitzacions.
- World Nunchaku Association (WNA): Fundada por Milco Lambrecht en los Países Bajos en 1996.[14] La WNA utilitza nunchaku d'entrenament de pes equilibrat de plàstic groc i negre i casc protector. Tenen el seu propi sistema de colors de cinturons, en què els participants guanyen franges de colors al cinturó, en lloc de cinturons de colors complets. Un costat del cinturó és groc i l'altre negre, de manera que en una competència els oponents poden ser distingits pel costat visible del cinturó. Les regles de lluita de la WNA corresponen a la subsecció kumite de la disciplina Nunchaku-do.[15] És una "lluita de toc" de dos minuts, en què les habilitats tècniques són molt importants. Després de cada punt anotat, la baralla s'atura i els lluitadors recuperen la posició inicial.
- International Techdo Nunchaku Association (ITNA): Fundat per Daniel Althaus a Suïssa el 2006. ITNA governa les baralles en els darrers dos assalts de 2:30. No hi ha parades durant la ronda, excepte per pèrdua, alçament o penalitzacions. Entre dos cops, el lluitador ha de canviar de mà i branca de nunchaku abans de tornar a copejar, excepte si bloqueja.
- Nunchaku-en-Savate (ARSIC-International): Presentat per primera vegada per Jean-Noel Eynard, professor de Savate, pioner de FFBFSDA Savate als EUA. L'esport combina la tècnica de Savate amb Nunchaku similar a Savate combinat amb la Canne. El renaixement de Nunchaku-en-savate va ocórrer a Costa d'Ivori a finals de la dècada de 1970. S'ensenyava a les classes de Defensa Personal Savate. L'esport va arribar als Estats Units el 1983.